# Артха
А́ртха (санскр. अर्थ) — санскритский термин, обычно ассоциируемый с понятием материального благосостояния. В индуизме, артха — это одна из четырёх целей человеческой жизни, которые известны как пурушартхи. Артха рассматривается как достойная цель только при условии, что она следует ведийским моральным принципам. Артха включает в себя достижение славы, накопление богатства, получение знаний, профессиональных навыков и обретение высокого социального положения и власти. Это вторая ступень на лестнице пурушартхи, — над ней стоит  дхарма (мораль и праведность), а под ней — кама (физическое и эмоциональное удовлетворение). Отдельно по отношению к каме, артхе и дхарме находится четвёртая цель жизни человека — мокша (освобождение из круговорота рождений и смертей (сансары)).
Артха является одной из главных обязанностей, или дхарм, в семейной жизни — грихастха-ашраме. На этой стадии, одной из обязанностей человека является накопление богатств без проявления алчности или какой-либо привязанности к накопленному. Основной целью должно выступать поддержание семьи.
Понятие артхи подробно рассматривается в санскритском трактате «Артхашастра», написание которого приписывают брахману Каутилье. Это произведение предназначалось, в первую очередь, для правителей.